# Diana Vickers
Diana Vickers (Lancashire, 30 de julho de 1991) é uma cantora, compositora, atriz e designer de moda britânica, que inicialmente ficou conhecida do grande público depois de ser semi-finalista na quinta temporada do reality show The X Factor, em 2008. Em 2009, Vickers assinou um contrato com a gravadora RCA Records e depois da turnê com seus colegas finalistas do The X Factor, interpretou o papel-título em uma peça teatral intitulada The Rise and Fall of Little Voice.
O single de estreia de Vickers, "Once", lançado em 2010, alcançou o número um no UK Singles Chart e seu primeiro álbum, Songs from the Tainted Cherry Tree, alcançou o status de número um no UK Albums Chart. Os singles seguintes, "The Boy Who Murdered Love" e "My Wicked Heart", alcançaram postos de número quarenta e número vinte respectivamente. O segundo álbum de Vickers, Music to Make Boys Cry, lançado em 2013, é acompanhado dos singles "Cinderella" e da faixa de mesmo nome.
Vickers revelou sua linha de moda de estreia em 2011, e sua abordagem boho-chic tem recebido elogios da mídia britânica de moda. Ela fez sua estreia no cinema em The Perfect Wave e sua estreia como atriz de televisão na série de comédia Give Out Girls, sendo que ambas estrearam em 2014.

## Biografia
Vickers nasceu em Blackburn, Lancashire, Inglaterra. Ela estudou Teatro por um período, posteriormente fez Psicologia na Westholme School em Blackburn. Vickers canta desde os onze anos de idade, tendo feito aulas de canto e participando de competições locais, mas não cantava profissionalmente antes da idade adulta.

## Carreira musical

### 2008–09:The X Factor
Em 2008, Vickers fez um teste para a quinta temporada do The X Factor, cantando "The Blower's Daughter", de Damien Rice, após o qual Louis Walsh comentar que ela se assemelhava a uma "pequena hippie". Vickers foi selecionada para os shows ao vivo e foi orientada por Cheryl Cole na categoria das meninas ao lado de Alexandra Burke e Laura White.
As apresentações ao vivo de Vickers atrairam tanto elogios como críticas; o jurado Simon Cowell comparou-a com Marmite, dizendo que seus fãs iriam amar ou odiar seu estilo incomum de cantar, afirmando que "adorou isso". Enquanto estava no programa, Vickers frequentemente se apresentava com os pés descalços. Adicionalmente, ganhou atenção por seus gestos com as mãos no palco, ganhando o apelido de "The Claw".
Em seu primeiro show ao vivo, Vickers cantou "With or Without You", do U2, e "Man in the Mirror", de Michael Jackson, pelo qual recebeu elogios de Dannii Minogue, descrevendo-a como "caixa nova", com Simon Cowell observando que ela era "a única a vencer". Na semana seguinte, Vickers cantou "Smile", de Charlie Chaplin, e "Call Me", de Blondie, que mais uma vez recebeu elogios dos jurados. Na quinta semana da fase ao vivo, Vickers não se apresentou devido a um ataque de laringite. Ela queria cantar a canção "Always Be My Baby", de Mariah Carey, mas o seu médico aconselhou-a a não fazer, dizendo que Vickers poderia ter danos permanentes as suas cordas vocais. Esta foi a primeira vez no programa que os produtores dispensam um participante de apresentar ao vivo.
Na sexta semana, Vickers retorna ao programa apresentando "Yellow", do Coldplay, que recebeu uma reação negativa dos jurados; Dannii Minogue comentou que ela não "amou a escolha da música", enquanto Cowell sugeriu que Vickers ainda não estava bem o suficiente para cantar. Na sétima semana, Vickers canta "Patience", de Take That, comentando que agora sentia-se 100%.
Na nona semana, as semi-finais da competição, Vickers canta "Girlfriend", de Avril Lavigne, como sua primeira canção e recebeu comentários positivos por parte dos jurados, incluindo o comentário de Cheryl Cole que "ela tem aquele brilho de volta". Em seguida, Vickers canta "White Flag", de Dido, mas foi eliminada da competição. Ela realizou uma reprise de "White Flag", no entanto, ela estava muito emocionada para finalizar a performance. Ela alcançou o quarto lugar na classificação geral. Após o fim da temporada, ela saiu em turnê com o restante dos últimos oito concorrentes na The X Factor Live Tour entre fevereiro e março de 2009.

### 2009–10: Contrato de gravação eSongs from the Tainted Cherry Tree
Depois do The X Factor, Vickers anunciou inicialmente que seria contratada pela Sony Music, através da gravadora Syco, junto com JLS e Eoghan Quigg, mas este plano foi abandonado mais tarde. Em vez disso, ela assinou contrato com a Sony Music através da RCA Records. Ela começou a trabalhar em seu álbum de estreia em janeiro de 2009, comentando que não seria apressado e que seria ao "estilo de Diana". Ela trabalhou com Cathy Dennis, Eg White, Nerina Pallot, Ellie Goulding, Guy Sigsworth, Chris Braide, Savan Kotecha, Starsmith, Patrick Wolf e Dev Hynes.

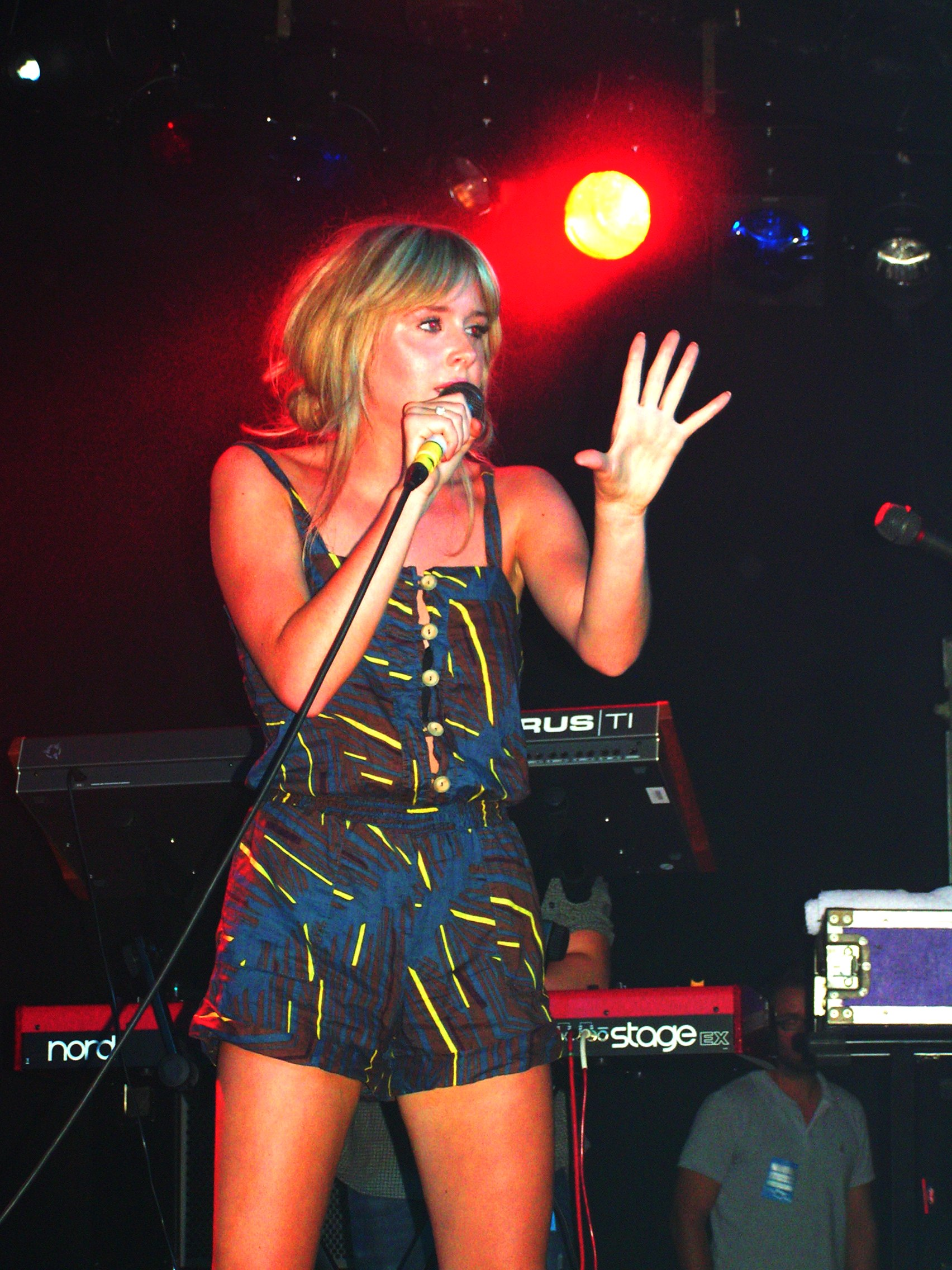
Vickers se apresentando ao vivo em 2010

Em março de 2010, Vickers iniciou a primeira etapa da Songs from the Tainted Cherry Tree Tour, seguida por uma segunda etapa, em maio de 2010, para coincidir com o lançamento de seu primeiro álbum, Songs from the Tainted Cherry Tree, que alcançou no número um no UK Albums Chart. Songs from the Tainted Cherry Tree desde então é certificado ouro pela BPI por vender 100 mil cópias. O single de estreia de Vickers, "Once", foi escrito por Cathy Dennis e Eg White e produzida por Mike Spencer. A faixa foi lançada no Reino Unido em abril de 2010 e executada na BBC Radio 1, com Vickers apresentando uma versão acústica de "Once" e um cover de "Just Say Yes", de Snow Patrol, para o Radio 1's Live Lounge. "Once" alcançou o número um no UK Singles Chart.  "The Boy Who Murdered Love", escrita e produzida por Chris Braide (com contribuição lírica de Vickers), foi lançada como segundo single e alcançou o número trinta e seis no Reino Unido. Durante meados de 2010, Vickers realizou apresentações em inúmeros festivais de música, como o Freedom Festival, iTunes Festival, Oxygen Festival, Radio 1's Big Weekend, Summer Sundae, T in the Park, T4 on the Beach e V Festival. Vickers também se apresentou com Mika na Eden Sessions em junho de 2010.
O terceiro single de Vickers foi uma faixa inédita intitulada "My Wicked Heart", co-escrita por Vickers e os produtores Dee Adams e James Earp, onde apresenta Vickers tocando trompete. O single foi lançado em outubro de 2010 e alcançou o número 13 no Reino Unido; no mesmo mês, foi relatado que o Red Hot Chili Peppers estava considerando entrar com um processo por encontrar semelhanças entre o refrão da canção "Under the Bridge" e "My Wicked Heart". Vickers disse em uma entrevista que ela estava ouvindo "Under the Bridge", pouco antes de trabalhar em "My Wicked Heart" e tinha notado, mas decidiu ignorar as semelhanças. Em uma entrevista para promover o single, Vickers anunciou a possibilidade de Songs from the Tainted Cherry Tree receber uma versão exclusiva para download digital de pré-lançamento e também declarou: "Eu tenho escrito muito e tenho tantas faixas sob minha volta. Eu acho que estou muito perto de preparar o segundo álbum, na verdade". A quarta parte da Songs from the Tainted Cherry Tree Tour iniciou em novembro de 2010 e incluiu datas na Irlanda, bem como no Reino Unido.

### 2011–13:Music to Make Boys Crye trabalhos paralelos
Em junho de 2010, Vickers anunciou que tinha começado a preparar músicas para um segundo álbum. Ela co-escreveu material com músicos como Nerina Pallot, Eg White, Starsmith, Chris Braide e Dee Adam. Em janeiro de 2011, Vickers viajou para Los Angeles, nos Estados Unidos, para co-escrever material com John Shanks e Diane Warren, e fez seu concerto de estreia norte-americano no Cherry Pop em West Hollywood (promovido por Perez Hilton). Em março de 2011, foi anunciado que ela também estava colaborado com o líder da banda Starsailor, James Walsh, indicando uma direção mais pesada e mais rock para seu segundo álbum.
Em junho de 2011, Vickers revelou em sua conta oficial no Tumblr que ela rescindiu o contrato com a RCA Records devido a diferenças criativas. Mais tarde foi relatado que sua saída foi devido a querer seguir uma sonoridade mais indie, menos comercial, juntamente com um colapso na sua relação profissional com a Sony Music devido à saída de Craig Logan da RCA Records, que tinha vinculado originalmente Vickers com a gravadora.
Vickers co-escreveu a parceria de Enrique Iglesias e Jennifer Lopez, "Mouth 2 Mouth", para Euphoria Reloaded, relançamento do disco de Iglesias. No entanto, o projeto foi cancelado. Em dezembro de 2011, lança duas novas faixas, "Music to Make Boys Cry" e "Kiss of a Bullet", para download gratuito on-line. Em fevereiro de 2012, ela apresentou o material de seu segundo álbum em uma mini-tour em The Ruby Lounge, em Manchester, e Cargo, em Shoreditch, Londres. Ela assinou um contrato de gravação mundial com a So Recordings no início de 2013.
O segundo álbum de Vickers, Music to Make Boys Cry, foi lançado em setembro de 2013, mais tarde do que o previsto devido à Vickers estrelar um filme independente intitulado The Perfect Wave. O álbum conseguiu a entrada de número trinta e sete no UK Albums Chart e conseguiu uma entrada entre os dez postos do UK Indie Chart. O primeiro single, "Cinderella", foi lançado em julho de 2013 e apareceu entre os vinte postos do UK Indie Chart; o segundo single, a faixa-título da obra, foi lançado junto com o disco em setembro. Vickers promoveu o álbum durante a temporada de festivais musicais em 2013, aparecendo no Festival Too, Liverpool International Music Festival, T in the Park e V Festival; para algumas dessas performances ela abriu os shows do companheiro de The X Factor Olly Murs. O terceiro single de Music to Make Boys Cry, "Mad at Me", foi lançado em dezembro.
Vickers também apareceu como destaque em um videoclipe para o single "Derail" da banda de rock Dinosaur Pile-Up. No vídeo da música, Vickers desempenha o papel de uma garota sequestrada que posteriormente mata um homem no chuveiro depois do sequestro. No mesmo ano, Vickers foi destaque cantando no comercial de lançamento da fragrância de estreia do One Direction, Our Moment. Vickers canta um cover de "My Favourite Things", uma canção do musical The Sound of Music.
Ultimamente dedicando-se em sua carreira na atuação, Vickers lançou em agosto de 2015 a canção "Chains", que foi utilizada para promover o filme Awaiting.

## Características musicais

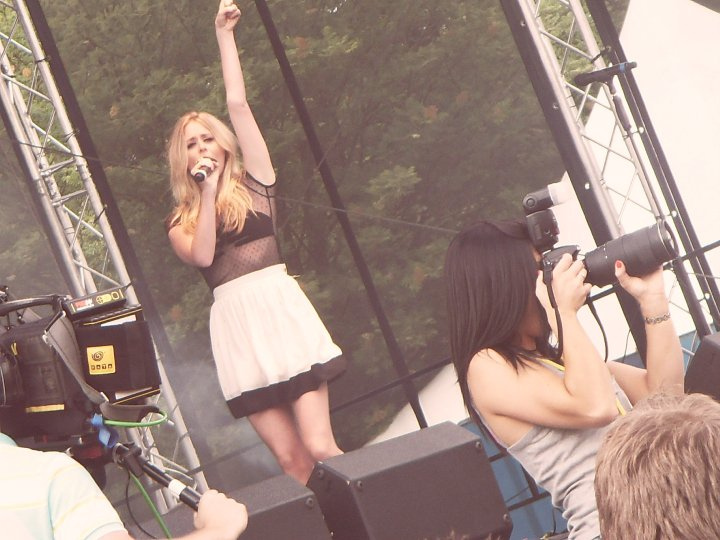
Vickers se apresentando ao vivo em 2010

O estilo musical de Vickers inclui folk-tingido simples, teclado e baladas com base em guitarra a mais up-tempo de indie rock e canções synthpop com o apoio de banda completa. Seu estilo musical tem sido comparado com Kate Bush, Ellie Goulding, Dido, e Dolores O'Riordan.
Desde o início, eles [RCA Records] estavam interessados no fato de que eu escrevia letras, que eu poderia tocar mais do que um instrumento e gostaria de fazer um disco que só poderia ter sido feito por mim. Era importante comigo para ser completamente aberta com co-autores.
Para seu álbum Music to Make Boys Cry (2013), Vickers inicialmente descreveu sua nova direção musical como "sexy", "aventureira" e influenciada pela música indie e rock, citando os trabalhos de The xx, The Doors, Siouxsie and the Banshees e Björk. Posteriormente, descreveu o álbum como "Kylie-esque" e inspirado por artistas dos anos 1980, como Blondie, Cyndi Lauper e Madonna, dizendo que ela tinha "o núcleo de quem eu sou como artista [...] [minha música é] mais madura e sofisticada e parece que há mais de uma estrutura e vibração consistente para isso".

## Outros trabalhos

### Atuação
Vickers fez sua estreia profissional atuando no papel-título de uma produção de Jim Cartwright intitulada The Rise and Fall of Little Voice, em outubro de 2009, no Vaudeville Theatre, em Strand, Londres. Ela interpretou Little Voice, representando cantoras como Shirley Bassey, Edith Piaf e Judy Garland. Mark Owen do Take That escreveu "Sunlight", a canção final que Vickers interpretou na peça. "Sunlight" aparece como Lado B de seu single de estreia, "Once".
Vickers fez uma pausa nas gravações de seu álbum de estreia para estrelar a produção. Seu desempenho recebeu uma crítica positiva do The Guardian em que escreve que "[Vickers] cantando é impressionante, fomos surpreendidos com suas habilidades vocais". Sua atuação foi considerado "mágica" pelo The Daily Telegraph. Quentin Letts do Daily Mail também deu uma avaliação positiva do desempenho de Vickers. Ela ganhou os Theatregoers' Choice Award, promovido pelo Whatsonstage.com, na categoria "London Newcomer of the Year" em fevereiro de 2010 por seu desempenho, com 34,5% dos votos de 7 outros concorrentes.
Em 2012, foi anunciado que Vickers tinha conseguido seu primeiro papel no cinema ao lado do filho de Clint Eastwood no filme independente The Perfect Wave. Vickers disse: "É muito sobre surf e que tem a ver com o poder de vida e morte. É bastante interessante. Vou aprender a surfar". Vickers viajou para a Cidade do Cabo, na África do Sul, para as filmagens, colocando o lançamento de seu segundo álbum em espera. O filme foi lançado em 2014.
Em 2013, o canal Sky Living confirmou que Vickers tinha sido contratada para atuar em uma série de comédia de seis episódios intitulada Give Out Girls, que marca a estreia de Vickers na atuação para a televisão. A série mostra os esforços e as vidas de um grupo de promotoras. Vickers interpretou Gemma, a mais jovem do grupo, que é brilhante e entusiasmada com uma visão ingênua do mundo. A série foi filmada em Manchester e é distribuída internacionalmente pela BBC Worldwide. Estreou no canal Comedy Central em outubro de 2014.
Em dezembro de 2013, Vickers interpretou Holly na comédia The Duck House, de Dan Patterson e Colin Swash, estrelando ao lado de Ben Miller, Nancy Carroll e Simon Shepherd. O show é uma sátira de farsa política baseado no escândalo de despesas parlamentares do Reino Unido, ocorrido em 2009.
Entre 2015 e 2016 Vickers desempenhou o papel de Janet na turnê teatral The Rocky Horror Show.

### Moda
O estilo de moda de Vickers tem sido descrito como boho-chic e influenciado no hippie. Sua marca registrada é baseada no bagunçado, cabelo levantado para trás como "ninho de pássaro" e roupas inspiradas no vintage. Os icones fashion de Vickers são Brigitte Bardot e Marilyn Monroe. Vickers tem incentivado blogs de moda que noticiam sobre seus looks e foi rotulada como uma fashionista no ensaio para a revista Grazia. Em outubro de 2009, foi nomeada "Fashionista da Semana" pela The Guardian e em junho de 2010, foi nomeada na categoria "Best Dressed Woman of The Year" no The Clothes Show Style Awards 2010. A abordagem fashion de Vickers recebeu elogios da Grazia, Look, e Harper's Bazaar.
Em maio de 2011, Vickers lançou uma coleção de roupas de oito peças para a Very intitulada "Dee V". A coleção de estreia incluiu vestidos de lantejoulas enfeitadas com flores, pássaros e impressões de cachorros. Vickers lançou uma segunda coleção em julho de 2011, inspirada na série de televisão Mad Men. A terceira coleção foi colocada à venda a partir de setembro de 2011; um vestido de malha faux-fur e uma jaqueta de couro de motociclista estavam entre os itens para venda.
Em setembro de 2011, Vickers foi a garota-propaganda da linha de outono/inverno da Collection 2000.

### Filantropia
Em março de 2010, Vickers apoiou o grupo JLS para uma turnê de caridade em prol da Teenage Cancer Trust, no Royal Albert Hall em Londres para arrecadar dinheiro para adolescentes que sofrem de câncer. Em julho de 2010, Vickers se apresentou no evento de caridade "Give Tilly a Hand", ajudando a levantar fundos em uma noite de caridade para a vítima de meningite Tilly Lockey. Para a semana anti-bullying de 2010 no Reino Unido, Vickers enviou um vídeo para seu site oficial incentivando os jovens a enfrentar seus agressores. Em setembro de 2010, Vickers se apresentou num show intimista, como parte do Oxjam Festival, que levantou fundos em apoio a instituição de caridade Oxfam.
Em março de 2011, Vickers lançou um concurso no eBay em nome da Comic Relief, que encorajou as pessoas na tentativa de se tornarem seu "melhor amigo" no Twitter.

## Vida pessoal
Vickers manteve relações com o cantor e compositor inglês George Craig de 2011 a 2015.

## Discografia
- Songs from the Tainted Cherry Tree (2010)
- Music to Make Boys Cry (2013)

## Filmografia
| Ano  | Título           | Papel                     | Notas              |
| ---- | ---------------- | ------------------------- | ------------------ |
| 2014 | The Perfect Wave | Kim                       | Filme              |
| 2014 | Give Out Girls   | Gemma                     | Série de televisão |
| 2015 | Awaiting         | Lauren                    | Filme              |
| 2015 | Top Coppers      | Chris / Chris-A-Tron 5000 | Série de televisão |